# Christian Guthrie Wright
Christian Edington Guthrie Wright (Glasgow, 19 de abril de 1844 — Glasgow, 24 de fevereiro de 1907) foi uma escritora escocesa e defensora da promoção de educação superior para mulheres.